# Henry Raschen

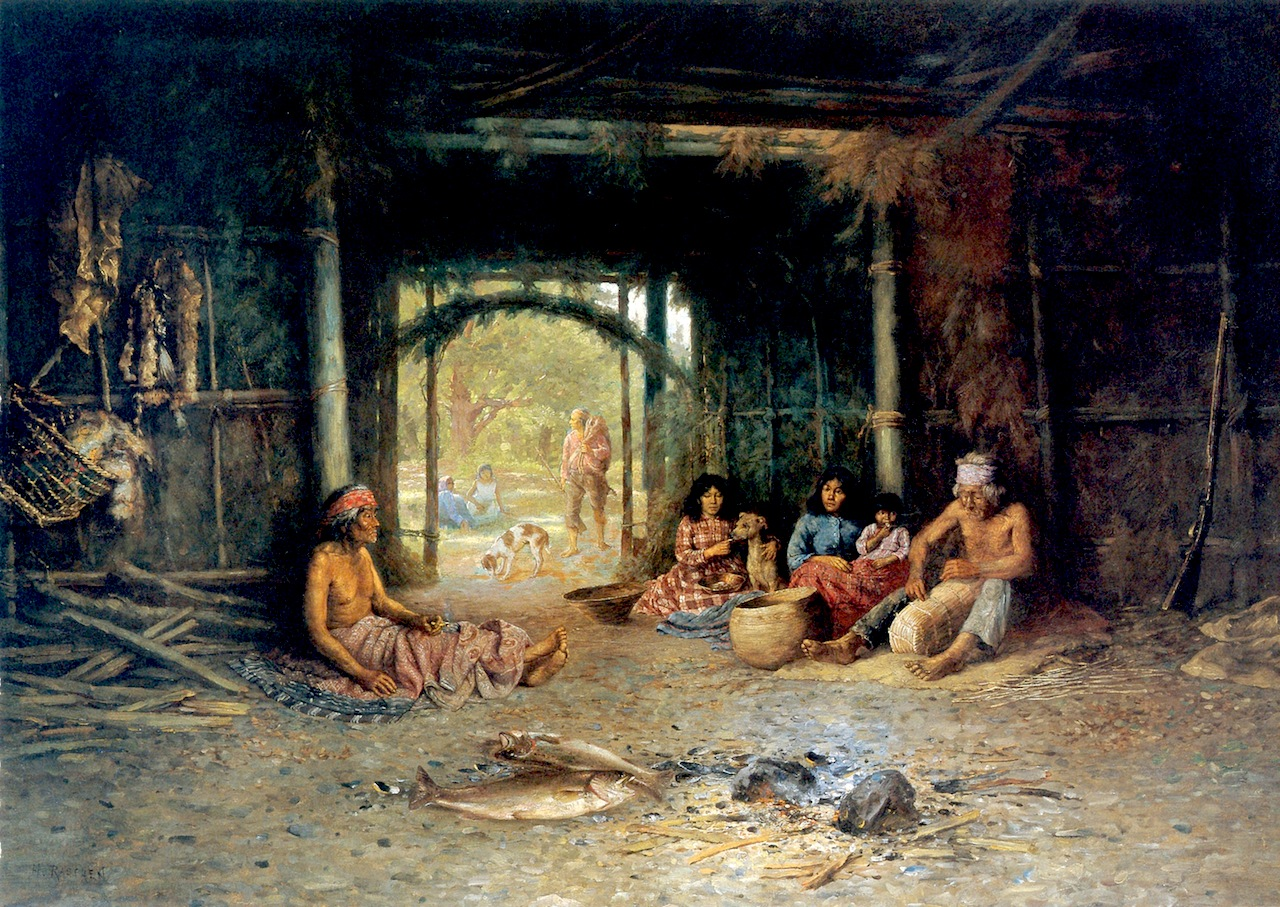
Wohnung der Pomo-Indianer, Denver, American Museum of Western Art - The Anschutz Collection (um 1900)

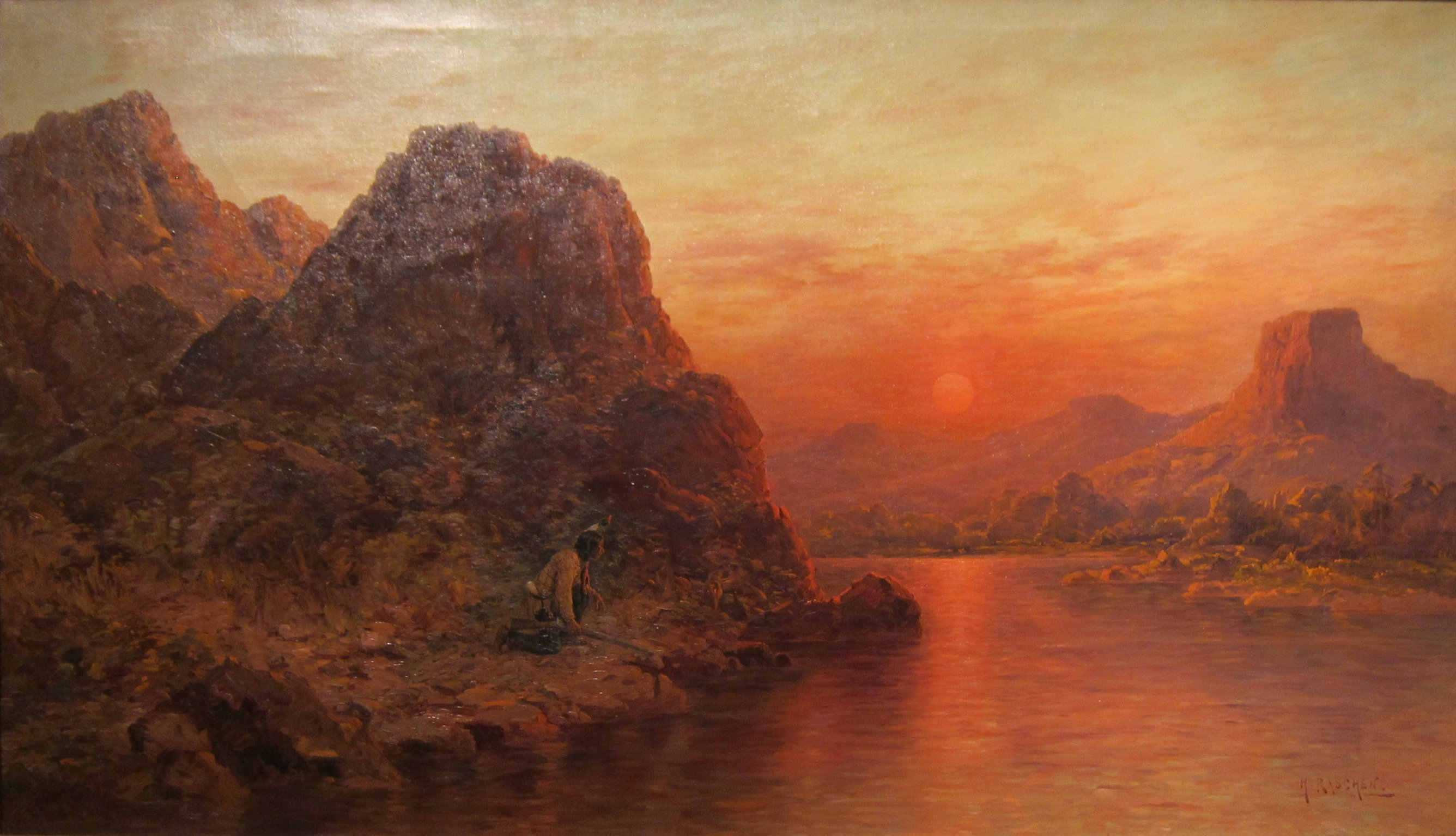
Indian Hunter at Sunset, El Paso Museum of Art (um 1885)

Henry Raschen (* 2. Oktober 1854 in Oldenburg; † 24. August 1937 in Oakland) war ein amerikanischer Maler deutscher Abstammung.

## Leben
Raschen kam als Kind mit seinen Eltern 1868 in die Vereinigten Staaten. Die Familie ließ sich in Fort Ross nieder, der Familienvater wurde Farmer. Raschen ging zum Studium nach Deutschland zurück und studierte ab dem 12. Oktober 1876 an der Königlichen Akademie der Künste in München.
Zurück in den Vereinigten Staaten, zog Henry Raschen 1883 nach San Francisco. In San Francisco teilte er zeitweise ein Atelier mit Carl von Perbandt. Perbandt und Raschen reisten auch zusammen, „lebten das Leben der Boheme“ und malten Ansichten von Nord-Kalifornien, insbesondere Sonoma, Humboldt und Mendocino–Grafschaften. Einige Zeit lebten sie in Fort Ross unter den Pomo-Indianern und teilten sich dort auch ein Atelier.
Nach dem Erdbeben von San Francisco 1906 siedelte er nach Oakland um. Neben der Landschaftsmalerei beschäftigte er sich auch mit der Genre- und Porträtmalerei.